# 모리구치정
모리구치정(일본어: 守口町)은 일본 오사카부 기타카와치군에 있던 정이다. 현재 모리구치시 서부에 해당한다.

## 역사
- 1889년 4월 1일 - 정촌제 시행에 의해 맛타군 모리구치정이 성립하였다.
- 1896년 4월 1일 - 군 통합에 의해 기타카와치군이 성립하였다.
- 1942년 1월 1일 - 된장과 간장 배급제도가 시작되었다. 당초, 제도의 대상은 오사카시 등 대도시에 한정되었지만, 부내에서는 「정」으로서 유일하게, 모리구치정도 선택되었다
- 1946년 11월 1일 - 기타카와치군 산고정과 합병해 모리구치시가 성립하여, 동일 모리구치정은 폐지되었다.

## 교통

### 철도
- 게이한 전기철도
  - 게이한 전기철도선
- 오사카시 교통국 (현 오사카 시영 전차
  - 오사카시덴 모리구치선

### 도로
- 교 가도 (현 국도 제1호선)

현재는 상기 외에 오사카 메트로다니마치선·이마자토스지선의 다이시바시이마이치역·다니마치선의 모리구치역이 소재하지만, 당시는 미개업. 또한 오사카시덴 모리구치선은 폐지되어 오사카시 교통국도 민영화되어 있다

## 참고문헌
- 가도카와 일본 지명 대사전 27 大阪府